# Rissoides pallidus
Rissoides pallidus is een bidsprinkhaankreeftensoort uit de familie van de Squillidae. De wetenschappelijke naam van de soort is voor het eerst geldig gepubliceerd in 1910 door Giesbrecht.